# Kyselina adamantan-1-karboxylová
Kyselina adamantan-1-karboxylová je organická sloučenina se vzorcem (CH2)6(CH)3(CCOOH), nejjednodušší karboxylová kyselina odvozená od adamantanu. Připravuje se karboxylací adamantanu.
Tato sloučenina je neobvyklá tím, že vytváří jednojaderné tris(karboxylátové) komplexy ([M(O2CR)3]−, M = Mn, Ni, Co, Zn).